# The Speakers (álbum)
The Speakers es el primer álbum de la banda bogotana del mismo nombre. Fue grabado con la empresa fonográfica Sello Vergara entre marzo y mayo de 1966. El disco contiene canciones originales, como "Tendrás mi amor", e interpretaciones de canciones de grupos de Estados Unidos y Gran Bretaña, como "El golpe del pájaro", un tema original de The Trashmen, y otros covers, como I need you o Every Little Thing, de Los Beatles. Según Roberto Fiorilli, baterista del grupo en posteriores producciones, "los auxiliares de vuelo de diferentes aerolíneas servían de correo para traer de Europa y Estados Unidos estas novedades musicales".
Gracias a las ventas de este disco, el grupo obtuvo su primer disco de oro.

## Listado de canciones
| Lado A |                                                         |                    |          |  |
| N.º    | Título                                                  | Escritor(es)       | Duración |  |
| 1.     | «El golpe del pájaro» (Cover de Surfin' Bird)           | The Trashmen       | 2:41     |  |
| 2.     | «Did you ever» (Versión libre traducida)                | The Changin’ Times | 1:48     |  |
| 3.     | «Tendrás mi amor»                                       | Monroy-Garcia      | 2:37     |  |
| 4.     | «Ciudad sumergida» (Instrumental)                       | Los Relámpagos     | 2:38     |  |
| 5.     | «I need you (Yo te necesito)» (Versión libre traducida) | Harrison           | 2:18     |  |
| 6.     | «El twist de los siete hermanos» (Cover)                | Los Relámpagos     | 2:22     |  |
| 14:24  |                                                         |                    |          |  |

| Lado B |                                                                               |                        |          |  |
| N.º    | Título                                                                        | Escritor(es)           | Duración |  |
| 1.     | «La bamba»                                                                    | Tradicional            | 3:37     |  |
| 2.     | «Puedes ver que ella es mía» (Version libre de Can't You See That She's Mine) | Dave Clark, Mike Smith | 2:19     |  |
| 3.     | «Every Little Thing» (Versión libre traducida)                                | Lennon-McCartney       | 2:00     |  |
| 4.     | «El rey del surfin» (Versión libre de King of the Surf)                       | Larry LaPole           | 2:59     |  |
| 5.     | «Dona dona» (Version libre traducida)                                         | S. Secunda, A. Zeitlin | 2:52     |  |
| 6.     | «M. S. 63-64» (Instrumental)                                                  | R. Garcia              | 2:38     |  |
| 16:25  |                                                                               |                        |          |  |

## Integrantes
- Rodrigo García - Guitarrista, Compositor, Cantante, Pianista, Violinista
- Humberto Monroy - Bajista, compositor, cantante
- Oswaldo Hernández - Guitarra
- Luis Dueñas - Guitarra y voz
- Fernando Latorre - Baterista